# Крочув-Венкши
Крочув-Венкши (пол. Kroczów Większy) — село в Польщі, у гміні Казанув Зволенського повіту Мазовецького воєводства.
Населення — 298 осіб (2011).
У 1975-1998 роках село належало до Радомського воєводства.

## Демографія
Демографічна структура станом на 31 березня 2011 року:
|          | Загалом | Допрацездатний вік | Працездатний вік | Постпрацездатний вік |
| -------- | ------- | ------------------ | ---------------- | -------------------- |
| Чоловіки | 152     | 28                 | 102              | 22                   |
| Жінки    | 146     | 34                 | 76               | 36                   |
| Разом    | 298     | 62                 | 178              | 58                   |